# Parowan
La ville de Parowan (en anglais [ˈpærəwɑːn]) est le siège du comté d'Iron, dans l’Utah, aux États-Unis. Lors du recensement de 2010, sa population est de 2 790 habitants.

## Géographie
Selon le Bureau du recensement des États-Unis, la municipalité s'étend en 2010 sur une superficie de 6,66 milles carrés (17,25 km2).

## Histoire
La localité est fondée le 13 janvier 1851 par des pionniers mormons menés par l'apôtre George A. Smith,. Il s'agit alors de la première colonie mormone au sud de Provo.
D'abord connue sous le nom de Little Salt Lake City puis de Fort Louisa, elle est par la suite renommée Parowan, un anglicisme du nom donné à la région par les Païutes (paragoon ou pah-o-an, qui signifie « peuple des marais » ou « eau infecte »),.
La ville est parfois surnommée la « ville-mère du sud-ouest » (en anglais : Mother Town of the Southwest) car de nombreux pionniers sont partis de Parowan pour fonder d'autres localités dans le sud de l'Utah et les États voisins (à l'image de Snowflake en Arizona).

## Démographie
| Groupe            | Parowan | Utah | États-Unis |
| ----------------- | ------- | ---- | ---------- |
| Blancs            | 96,6    | 86,1 | 72,4       |
| Autres            | 1,7     | 6,9  | 6,4        |
| Métis             | 0,7     | 2,7  | 2,9        |
| Amérindiens       | 0,7     | 1,2  | 0,9        |
| Asiatiques        | 0,2     | 2,0  | 4,8        |
| Afro-Américains   | 0,2     | 1,1  | 12,6       |
| Total             | 100     | 100  | 100        |
|                   |         |      |            |
| Latino-Américains | 4,8     | 13,0 | 16,7       |